# Pastinaca mazurevskii
Pastinaca mazurevskii är en flockblommig växtart som beskrevs av Kalen. Pastinaca mazurevskii ingår i släktet palsternackor, och familjen flockblommiga växter. Inga underarter finns listade i Catalogue of Life.